# Deraeocoris fulvus
Deraeocoris fulvus är en insektsart som beskrevs av Knight 1921. Deraeocoris fulvus ingår i släktet Deraeocoris och familjen ängsskinnbaggar. Inga underarter finns listade i Catalogue of Life.